# Loft Brasil Tecnologia
A Loft é uma empresa sediada em São Paulo e que opera o site loft.com.br, uma plataforma digital para compra e venda de imóveis. Foi criada em agosto de 2018 pelo alemão Florian Hagenbuch e pelo húngaro Mate Pencz, que anteriormente cofundaram a startup brasileira de serviços de impressão Printi. Em 2 de janeiro de 2020, a Loft se tornou um unicórnio, como são chamadas as startups avaliadas em mais de US$ 1 bilhão. Em 07 de junho de 2022, a Loft lançou seu novo portal de notícias sobre o mercado imobiliário brasileiro.

## História
A Loft foi fundada em agosto de 2018, em São Paulo, por Florian Hagenbuch e Mate Pencz, que anteriormente fundaram a startup Printi. Em 2015, a dupla foi listada pela revista Forbes entre as 30 pessoas com menos de 30 anos mais influentes do mundo.
O objetivo da empresa é trazer agilidade e simplicidade a compra e venda de imóveis ao utilizar dados e tecnologia para trazer precificação rápida e maior liquidez ao mercado imobiliário. A ideia cresceu da Maison São Paulo, empresa anterior criada por João Vianna, empreendedor do mercado imobiliário e cofundador da Loft que atuava nos Jardins, bairro nobre da capital paulista.
A Loft começou comprando, reformando e revendendo apartamentos em bairros nobres em São Paulo, modelo conhecido como iBuyer. Hoje seu principal produto é uma plataforma digital onde proprietários e corretores de imóvel podem oferecer e adquirir imóveis por grande parte da cidade.
A Loft utiliza algoritmos de inteligência artificial para analisar grandes bases de dados de transações imobiliárias e precificar imóveis de forma rápida e escalável, com pagamento à vista para proprietários.
Entre seus investidores iniciais estão fundos de capital de risco internacionais como Andreessen Horowitz, Fifth Wall, Thrive Capital e QED Investors, e a gestora de capital de risco brasileira Monashees. Empreendedores que investiram na startup incluem Mike Krieger (cofundador do Instagram), Hugo Barra (vice-presidente da Oculus, pertencente ao Facebook) e David Vélez (CEO e cofundador do Nubank).
Em novembro de 2019, a plataforma, que até então comercializava apenas apartamentos pertencentes à própria Loft, passou a permitir a divulgação de imóveis de terceiros em suas regiões de atuação. O serviço é gratuito e a empresa oferece seus serviços de reforma e financiamento como opcionais para compradores.
Em setembro do mesmo ano, a Loft foi apontada pela rede social LinkedIn como a terceira empresa jovem mais desejada pelos brasileiros. Em 2 de janeiro de 2020, tornou-se um unicórnio, como são chamadas as startups avaliadas em mais de US$ 1 bilhão. Mais de 1.000 imóveis já foram transacionados por ela.

## Operações
Em outubro de 2019, a Loft adquiriu a Decorati, empresa especializada em reformas de apartamentos, aumentando sua capacidade de reforma de 100 para 500 imóveis ao mesmo tempo. Até o fim de 2019, a Loft tinha movimentado mais de R$ 2 bilhões em vendas de imóveis.
Em janeiro de 2020, recebeu um novo aporte de US$ 175 milhões em uma rodada liderada pelos fundos de venture capital estadunidenses Andreessen Horowitz, Fifth Wall Ventures e Vulcan Capital. O investimento fez com a Loft se tornasse um unicórnio, como são chamadas as startups avaliadas em mais de US$ 1 bilhão. É o 11º unicórnio do Brasil e o primeiro do país neste ano.
A Loft trabalha com compra e venda à vista, permuta de imóveis e mercado de antecipação – um tipo de empréstimo que permite que o proprietário antecipe até 50% do valor previsto do imóvel enquanto ele não for vendido.
Paralelamente, comercializa serviços de reforma customizada para compradores de imóveis em sua plataforma digital e age como intermediadora para financiamentos imobiliários, pelos quais recebe uma porcentagem paga pelos bancos.